# Karla LaVey
Karla Maritza LaVey (31 de julio de 1952) es una presentadora de radio estadounidense y Suma Sacerdotisa, fundadora y administradora de la Primera Iglesia Satánica (una escisión de la Iglesia de Satán), en San Francisco, California. Karla ha sido presentada en diversos programas televisivos, radio y en noticieros y artículos de revista que incluyen el Fox News Channel.
Ha tenido apariciones en películas como en Satanis: The Devil's Mass, Brujería 70 y en Speak of the Devil y ha realizado lecturas promoviendo el satanismo como filosofía de vida alrededor del mundo, especialmente la corriente conocida como Satanismo LaVeyano, fundada por su padre Anton Szandor LaVey.

## Biografía
Karla es hija de Anton LaVey y su primera esposa Carole Lansing. Tiene dos medio hermanos Zeena Schreck y Satan Xerxes Carnacki LaVey. Fundó la Primera Iglesia Satánica en 1999 con su base central en San Francisco. También fue miembro fundadora de la Iglesia de Satán de su padre y es una figura pública para ambas iglesias desde hace más de cuatro décadas. En los 70, era una amiga muy cercana de Alice Cooper, quien más tarde representó como un padre para ella.
En 1979, Karla fue enviada a Ámsterdam a posicionarse en la Sede Internacional de La Iglesia De Satán actuando como enlace desde el extranjero con sus miembros. Durante este tiempo, se le otorgó el título de Suma Sacerdotisa de la Iglesia de Satán, como tal ella ocasionalmente dio diversas entrevistas con los medios de comunicación y actuó como conferenciante dando giras de lecturas por el mundo. Entre 1980 y 1990, Karla realizó numerosas presentaciones en los medios televisivos combatiendo el abuso ritual satánico que era muy notable en ese momento (el "pánico" terminó entre 1992 y 1995). Se destacan sus apariciones en el show de Joan Rivers, también en 20/20 de Ron Reavers y 60 Minutos.
El 29 de octubre de 1997, Anton LaVey, el padre de Karla, murió de un edema pulmonar. El 7 de noviembre de 1997, Karla tuvo que soportar una rueda de prensa para anunciar la muerte de Anton. En ese momento Blanche Barton y Karla LaVey anunciaron que asumirían la Iglesia de Satán como Sumas Sacerdotisas. Varios días más tarde, Barton produjo un testamento manuscrito reclamando que LaVey había dejado todas sus pertenencias, propiedades, escrituras y derechos, incluyendo la Iglesia de Satán, para ser puestos en manos de Blanche Barton. Karla respondió a este testamento, el cual fue encontrado inválido. Más tarde, se estableció el legado de las pertenencias de Anton LaVey, las escrituras y los derechos serían divididos entre sus tres hijos y que Barton recibiría la “empresa" conocida como "La Iglesia de Satán". Karla decidió continuar con el trabajo de su padre sobre el Satanismo y funda la Primera Iglesia de Satán en San Francisco justo como su padre lo hubiera hecho. Más tarde, La Iglesia de Satán, bajo Blanche Barton como su nueva líder, mudó su sede a la ciudad de Nueva York.
Actualmente, Karla LaVey promueve, patrocina y publicita eventos satánicos en directo a través de los medios de comunicación, espectáculos y conciertos. Ella también figura como presentadora y locutora de un programa de radio semanal en San Francisco.